# Wedigo Reimar Gans zu Putlitz
Wedigo Reimar Gans, Edler Herr zu Putlitz (* 1567; † 1626) war ein brandenburgischer Staatsrat und Kommendator des Johanniterordens in Schivelbein.

## Leben und Werdegang
Wedigo Reimar war Angehöriger des märkischen Adelsgeschlechts der Gans, Edle Herren zu Putlitz. Er vermählte sich 1598 in erster Ehe mit Ursula von Grünberg (1581–1612), Tochter des Zacharias von Grünberg (1516–1581) auf Zeitz, kurbrandenburgischer Rat und Statthalter zu Küstrin und der Elisabeth von Arnim (1555–1590).
Gans zu Putlitz war Erbherr auf Wolfsburg, Putlitz, Wittenberge und Lunow. Er war Erbmarschall und Geheimer Rat der Kurmark Brandenburg, 1598 Amtshauptmann zu Zossen, von 1606 bis 1610 Amtshauptmann von Cottbus und Peitz, 1607 Oberhauptmann zu Küstrin sowie 1611 Landvogt und Komtur zu Schievelbein.
Während der Regierung von Kurfürst Johann Sigismund stand er an der Spitze beider Kommissionen des Geheimen Rats für die preußischen und jülischen Angelegenheiten.

## Familie
1614 heiratete er Catharina Elisabeth von Randow, brandenburgische Hofdame, Tochter des Caspar von Randow auf Zabakuck und der Elisabeth von Barby aus dem Hause Loburg.
Eine Tochter, Helena Lucretia Gans Freiin von Putlitz (1643–1699), war mit Hans von Schönaich zu Amtitz (1623–1675) in dessen zweiter Ehe vermählt.